# Andrew Benson
Andrew Alm Benson (Modesto, California, 24 de septiembre de 1917 La Jolla, California, 16 de enero de 2015) fue un biólogo estadounidense, conocido por su labor en la comprensión del ciclo del carbono en las plantas. 
Benson era hijo de un médico rural nacido en Suecia. Estudió en la Universidad de California en Berkeley, donde aprendió óptica bajo Luis Walter Álvarez y trabajó en el laboratorio de química de Glenn T. Seaborg. En el año 1942, se doctoró, Ph.D, en el Instituto de Tecnología de California. Fue objetor de conciencia por la Segunda Guerra Mundial en Europa, una posición política que le causó dificultades en Berkeley. 
En mayo de 1946 se unió al grupo de Melvin Calvin, trabajó en la fotosíntesis en Old Radiation Laboratory de Berkeley.
En el trabajo realizado desde 1946 hasta 1953, junto con Melvin Calvin y James Bassham, Benson aclaró la vía de la asimilación del carbono (el ciclo de reducción del carbono para la fotosíntesis en las plantas). El ciclo de reducción del carbono se conoce como Ciclo de Calvin, que de forma inapropiada ignora la contribución de Bassham y Benson.